# Râul Huluba, Argeșel
Huluba este un râu afluent al râului Argeșel.